# Overdose d'amore World Tour
L'Overdose d'amore World Tour è la ventunesima tournée di Zucchero Fornaciari, collegata alle celebrazioni del trentacinquesimo anno dalla pubblicazione di Overdose (d'amore), brano a cui il tour deve il nome, del trentesimo anno dalla pubblicazione di Spirito DiVino, e a Discover II.

## Il tour
Come già avvenuto per il World Wild Tour, le prime date della tournée ad essere annunciate furono quelle di Londra, nel marzo 2023. Nello stesso mese seguirono gli annunci per le date in Scandinavia, mentre in agosto quelli per le tappe come ospite di Andrea Bocelli, ulteriore collaborazione live tra i due colleghi. In concomitanza con l'uscita al cinema di Zucchero - Sugar Fornaciari vennero annunciate le prime date italiane, per la prima volta negli stadi dal 2011. A maggio 2024 sono state annunciate le date sud-americane. A ottobre 2024 è stata annunciata la prosecuzione della tournée nel 2025, con le prime cinque date negli stadi italiani, e ulteriori date negli Stati Uniti. A gennaio 2025 sono stati annunciati i primi due concerti in carriera di Zucchero al Circo Massimo, e, a fine marzo, ulteriori sette concerti all'Arena di Verona, poi portati a nove, e infine a dodici, per celebrare i settant'anni del bluesman.
Gli spettatori delle date da marzo a luglio 2024 furono oltre 1 000 000, di cui 16 500 alle date di Londra, oltre 15 000 alla data di Udine, 12 000 a Pescara e 45 000 a Milano. Gli spettatori ad Ancona furono 15 000, a Roma circa 20 000 e a Padova 25 000.
In ottica promozionale e celebrativa, nel 2024 sono state pubblicate nuove versioni di Senza una donna, in duetto con Jack Savoretti, il 22 febbraio e Overdose (d'amore), in duetto con Salmo, il 14 giugno, e nel 2025 due nuovi remix di X colpa di chi?

## Le tappe

### 2023
- 29 novembre:  Stati Uniti, San Antonio, TX - AT&T Center (ospite di Andrea Bocelli)
- 30 novembre:  Stati Uniti, Dallas, TX - American Airlines Center (ospite di Andrea Bocelli)
- 2 dicembre:  Stati Uniti, Louisville, KY - KFC Yum Center (ospite di Andrea Bocelli)
- 13 dicembre:  Stati Uniti, New York, NY - Madison Square Garden (ospite di Andrea Bocelli)
- 14 dicembre:  Stati Uniti, New York, NY - Madison Square Garden (ospite di Andrea Bocelli)
- 16 dicembre:  Stati Uniti, Hollywood, FL - Hard Rock Live Theater (ospite di Andrea Bocelli)
- 17 dicembre:  Stati Uniti, Hollywood, FL - Hard Rock Live Theater (ospite di Andrea Bocelli)
- 20 dicembre:  Stati Uniti, Boston, MA - TD Garden (ospite di Andrea Bocelli)
- 31 dicembre:  Italia, Olbia - Molo Brin (con Salmo)

### 2024
- 14 febbraio:  Stati Uniti, Raleigh, NC - PNC Arena (ospite di Andrea Bocelli)
- 15 febbraio:  Stati Uniti, Greenville, SC - BSW Arena (ospite di Andrea Bocelli)
- 17 febbraio:  Stati Uniti, Duluth, GA - Gas South Arena (ospite di Andrea Bocelli)
- 18 febbraio:  Stati Uniti, Orlando, FL - Kia Center (ospite di Andrea Bocelli)
- 20 febbraio:  Stati Uniti, Baltimora, MD - CFG Bank Arena (ospite di Andrea Bocelli)
- 21 febbraio:  Stati Uniti, Filadelfia, PA - Wells Fargo Center (ospite di Andrea Bocelli)
- 23 febbraio:  Stati Uniti, Hartford, CT - XL Center (ospite di Andrea Bocelli)
- 30 marzo:  Regno Unito, Londra - Royal Albert Hall (apertura: Billy Lockett; ospiti: Jack Savoretti, L.J. Singers Gospel Choir)[2][13][20]
- 31 marzo:  Regno Unito, Londra - Royal Albert Hall (apertura: Billy Lockett; ospiti: Jack Savoretti, L.J. Singers Gospel Choir)
- 1º aprile:  Regno Unito, Londra - Royal Albert Hall (apertura: Billy Lockett; ospiti: Jack Savoretti, L.J. Singers Gospel Choir)[20]
- 3 aprile:  Danimarca, Copenaghen - Amager Bio
- 4 aprile:  Danimarca, Copenaghen - Amager Bio
- 5 aprile:  Danimarca, Copenaghen - Amager Bio
- 6 aprile:  Svezia, Göteborg - Lorensbergsteatern
- 7 aprile:  Svezia, Stoccolma - Göta Lejon
- 9 aprile:  Norvegia, Oslo - Sentrum Scene
- 11 aprile:  Finlandia, Helsinki - Kulttuuritalo
- 13 aprile:  Estonia, Tallinn - Alexela Kontserdimaja
- 15 aprile:  Lettonia, Riga - Palladium
- 17 aprile:  Lituania, Vilnius - Compensa koncertų salė
- 27 aprile,  Bulgaria, Varna - Palace of Sport and Culture
- 29 aprile,  Bulgaria, Sofia - National Palace of Culture
- 7 maggio:  Stati Uniti, Fort Lauderdale, FL - Broward Center
- 9 maggio:  Stati Uniti, New York, NY - The Theater at Madison Square Garden
- 11 maggio:  Stati Uniti, Boston, MA - Emerson Colonial
- 13 maggio:  Canada, Montréal, QC - Olympia
- 14 maggio:  Canada, Toronto, ON - Roy Thomson Hall
- 16 maggio:  Stati Uniti, Chicago, IL - Copernicus Center
- 8 giugno:  Marocco, Casablanca, Roches Noires - Jazzblanca
- 23 giugno,  Italia, Udine - Stadio Friuli[14]
- 25 giugno,  Francia, Chazey-sur-Ain - Le Château
- 27 giugno,  Italia, Bologna - Stadio Renato Dall'Ara (ospite: Sherrita Duran Gospel Choir)
- 30 giugno,  Italia, Messina - Stadio San Filippo-Franco Scoglio
- 2 luglio,  Italia, Pescara - Stadio Adriatico-Giovanni Cornacchia
- 4 luglio,  Italia, Milano - Stadio Giuseppe Meazza (ospiti: Jack Savoretti, Tomoyasu Hotei, Sherrita Duran Gospel Choir)[15][16]
- 5 luglio:  Regno Unito, Londra - Hyde Park (ospite di Andrea Bocelli)
- 6 luglio,  Svizzera, Montreux - Montreux Jazz Festival
- 7 luglio,  Francia, Le Lavandou - Plage centrale
- 9 luglio:  Monaco, Monaco - Grimaldi Forum
- 11 luglio,  Germania, Bonn - Kunstrasen (apertura: Jack Savoretti)
- 12 luglio,  Germania, Fulda - Domplatz (apertura: Jack Savoretti)
- 13 luglio,  Paesi Bassi, Weert - Bospop Festival
- 15 luglio,  Austria, Mörbisch am See - Seebühne Mörbisch
- 17 luglio:  Italia, Lajatico - Teatro del Silenzio (ospite di Andrea Bocelli 30 - The Celebration)
- 19 luglio,  Germania, Ratisbona - Thurn und Taxis Schlossfestspiele
- 20 luglio,  Germania, Haale - Freilichtbühne Peißnitz (apertura: Jack Savoretti)
- 21 luglio,  Germania, Ulma - Münsterplatz (apertura: Jack Savoretti)
- 24 luglio,  Germania, Magonza - Cittadella di Magonza (apertura: Susan O' Neill)
- 25 luglio,  Austria, Sankt Pölten - Domplatz
- 27 luglio,  Austria, Linz - Klassik am Dom 2024
- 28 luglio,  Slovacchia, Bratislava - Castello di Bratislava
- 3 settembre:  Uruguay, Montevideo - Teatro Sodre
- 6 settembre:  Cile, Santiago - Gran Arena Monticello
- 8 settembre:  Argentina, Buenos Aires - Teatro Gran Rex
- 10 settembre:  Argentina, Rosario - Teatro Broadway
- 14 settembre:  Venezuela, Caracas - Teatro Teresa Carreño
- 17 settembre:  Guatemala, Città del Guatemala - Centro Cultural Miguel Ángel Asturias
- 19 settembre:  Messico, Città del Messico - Auditorio BB
- 20 settembre:  Messico, Guadalajara - Palcco
- 22 settembre:  Perù, Lima - CCB Barranco
- 4 dicembre:  Stati Uniti, San Diego, CA - Pechanga Arena (ospite di Andrea Bocelli)
- 5 dicembre:  Stati Uniti, Phoenix, AZ - Phoenix Suns Arena (ospite di Andrea Bocelli)
- 7 dicembre:  Stati Uniti, Las Vegas, NV - MGM Grand Arena (ospite di Andrea Bocelli)
- 8 dicembre:  Stati Uniti, Los Angeles, CA - The Kia Forum (ospite di Andrea Bocelli)
- 31 dicembre:  Croazia, Ragusa - Godine na Stradunu[21]

### 2025
- 19 giugno,  Italia, Ancona - Stadio Del Conero[17]
- 21 giugno,  Italia, Bari - Stadio San Nicola
- 23 giugno,  Italia, Roma - Circo Massimo[18][22] (ospiti: Russell Crowe, Sherrita Duran Gospel Choir)
- 24 giugno,  Italia, Roma - Circo Massimo[22] (ospiti: Russell Crowe, Sherrita Duran Gospel Choir)
- 26 giugno,  Italia, Torino - Stadio Olimpico Grande Torino (ospite: Sherrita Duran Gospel Choir)
- 28 giugno,  Italia, Padova - Stadio Euganeo[19][23]
- 2 luglio,  Austria, Kufstein - Kufstein Festung[24][25]
- 3 luglio,  Austria, Dornbirn - Messe Dornbirn GmbH
- 10 luglio:  Germania, Brema - Seebühne Waterfront
- 12 luglio:  Germania, Stoccarda - Jazzopen (con Mario Biondi)[26][27]
- 13 luglio:  Austria, Klam - Burg Clam
- 15 luglio:  Svizzera, Locarno - Moon and Stars (con KT Tunstall)[28]
- 17 luglio:  Malta, Għaxaq - Ghaxaq Music Festival
- 16 settembre,  Italia, Verona - Arena di Verona
- 17 settembre,  Italia, Verona - Arena di Verona
- 19 settembre,  Italia, Verona - Arena di Verona
- 20 settembre,  Italia, Verona - Arena di Verona
- 22 settembre,  Italia, Verona - Arena di Verona
- 23 settembre,  Italia, Verona - Arena di Verona
- 25 settembre,  Italia, Verona - Arena di Verona
- 26 settembre,  Italia, Verona - Arena di Verona
- 28 settembre,  Italia, Verona - Arena di Verona
- 6 ottobre,  Italia, Verona - Arena di Verona
- 7 ottobre,  Italia, Verona - Arena di Verona
- 8 ottobre,  Italia, Verona - Arena di Verona
- 17 ottobre:  Stati Uniti, Monterey, CA - Golden State Theatre
- 18 ottobre:  Stati Uniti, San Francisco, CA - Palace of the Fine Arts
- 19 ottobre:  Stati Uniti, Los Angeles, CA - Saban Theatre
- 22 ottobre:  Stati Uniti, San Diego, CA - Balboa Theatre
- 24 ottobre:  Stati Uniti, Phoenix, AZ - Orpheum Theatre
- 25 ottobre:  Stati Uniti, Las Vegas, NV - The Cosmopolitan

## La scaletta
Lo spettacolo ha avuto una durata di circa due ore e mezza. La scaletta è stata sostanzialmente in linea con quella del World Wild Tour. Durante il tour italiano 2024 è stato presentato in anteprima l'inedito Amor che muovi il Sole.
- Intro - Oh, Doctor Jesus (Ella Fitzgerald cover)
- Spirito nel buio
- Soul Mama
- La canzone che se ne va
- Quale senso abbiamo noi / Oltre le rive / Dindondio / Una come te
- Partigiano reggiano
- Vedo nero
- Ci si arrende / Amor che muovi il Sole
- Pene
- Facile
- L'urlo / Soldati nella mia città
- Baila
- Iruben Me
- Indaco dagli occhi del cielo / Menta e rosmarino / È delicato
- Dune mosse
- Un soffio caldo
- Senza una donna / Senza rimorso / Donne
- Miserere (duetto virtuale con Luciano Pavarotti)
- Honky Tonk Train Blues (Emerson, Lake & Palmer cover) / Let the Good Times Roll (cover) (solo Band)
- Nutbush City Limits (Tina Turner cover, solo Band)
- Overdose (d'amore)
- Let It Shine / Madre dolcissima
- Così celeste / The Letter (cover)
- Diamante
- Il volo
- Per colpa di chi
- Diavolo in me

Encore
- Hey Man
- Chocabeck
- Blu
- Hai scelto me

## Formazione
Il gruppo è stato composto da dodici elementi:
- Zucchero Fornaciari (voce, chitarre)
- Polo Jones (direttore musicale, basso)
- Kat Dyson (chitarra)
- Peter Vettese (hammond, piano)
- Mario Schilirò (chitarre)
- Adriano Molinari (batteria) (sostituito da Phil Mer per la prima parte del tour)[30]
- Nicola Peruch (tastiere)
- Monica Mz Carter (batteria e percussioni)
- James Thompson (fiati)
- Lazaro Amauri Oviedo Dilout (fiati)
- Carlos Minoso (fiati)
- Oma Jali (cori)